# Prospero (satelit)
Prospero este un satelit neregulat retrograd relativ mic al lui Uranus, descoperit pe 18 iulie 1999 de astrofizicianul Matthew Holman⁠(d) și echipa sa și a primit denumirea provizorie S/1999 U 3. Confirmat ca Uranus XVIII a fost numit după vrăjitorul Prospero din piesa lui William Shakespeare Furtuna.

Animație de imagini de descoperire pentru a arăta mișcarea lui Prospero printre stelele de fundal

Parametrii orbitali sugerează că ar putea aparține aceluiași grup dinamic ca Sycorax și Setebos, sugerând o origine comună. Cu toate acestea, această sugestie nu pare să fie susținută de culorile observate. Satelitul apare neutru (gri) în lumină vizibilă (indici de culoare BV=0,80, RV=0,39),  similar cu Setebos, dar diferit de Sycorax (care este roșu deschis).